# Titan Nunatak
Titan Nunatak är en nunatak i Antarktis. Den ligger i Västantarktis. Argentina, Chile och Storbritannien gör anspråk på området. Toppen på Titan Nunatak är 460 meter över havet.
Terrängen runt Titan Nunatak är platt västerut, men österut är den kuperad. Trakten är obefolkad. Det finns inga samhällen i närheten.